# Tangxi Shuiku
Tangxi Shuiku (kinesiska: 汤溪水库) är en reservoar i Kina. Den ligger i provinsen Guangdong, i den södra delen av landet, omkring 380 kilometer öster om provinshuvudstaden Guangzhou. Tangxi Shuiku ligger 47 meter över havet. Arean är 8,8 kvadratkilometer. I omgivningarna runt Tangxi Shuiku växer huvudsakligen savannskog. Den sträcker sig 5,8 kilometer i nord-sydlig riktning, och 4,7 kilometer i öst-västlig riktning.
Genomsnittlig årsnederbörd är 1 665 millimeter. Den regnigaste månaden är maj, med i genomsnitt 333 mm nederbörd, och den torraste är oktober, med 13 mm nederbörd.